# Boothuisje Jagtlust

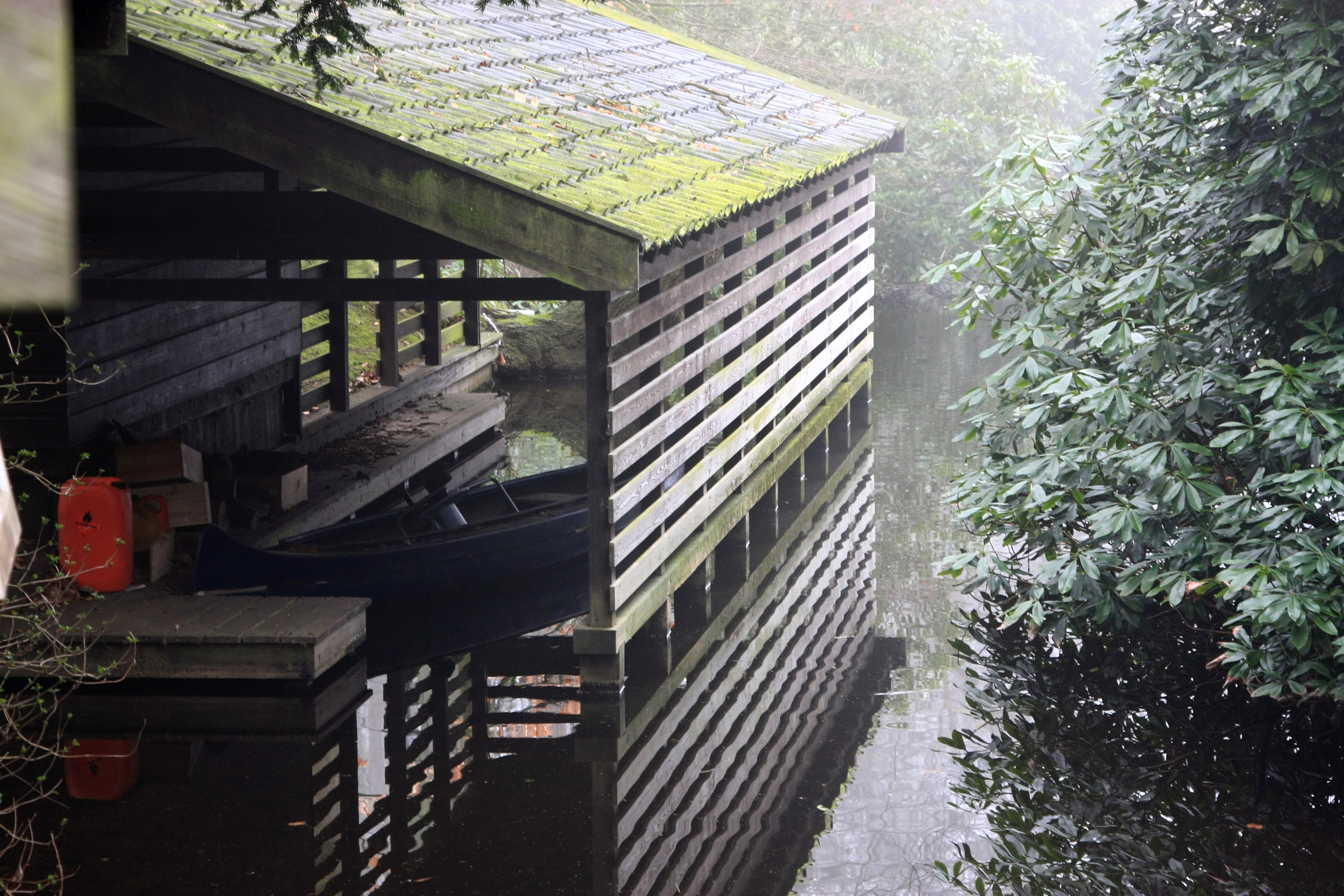
Boothuisje bij Jagtlust

Het boothuisje bij Jagtlust is gelegen aan de Leeuwenlaan in 's-Graveland. Het boothuisje is op een rechthoekige grondslag aangelegd en bevat een kleine aanbouw met rode pannen aan de oostzijde. Het is opgetrokken uit wanden met zwarte planken, tussen de planken zit telkens een ruimte van 5 centimeter. Op een kaart van het landgoed Jagtlust uit 1833 staat het bouwwerk al vermeld. In een akte uit 1971 wordt een inmiddels verdwenen scheepswerf genoemd, het botenhuis vormde een onderdeel van die werf. Het bouwwerk heeft de status van rijksmonument.